# Grauwe moortiran
De grauwe moortiran (Knipolegus striaticeps) is een zangvogel uit de familie Tyrannidae (tirannen).

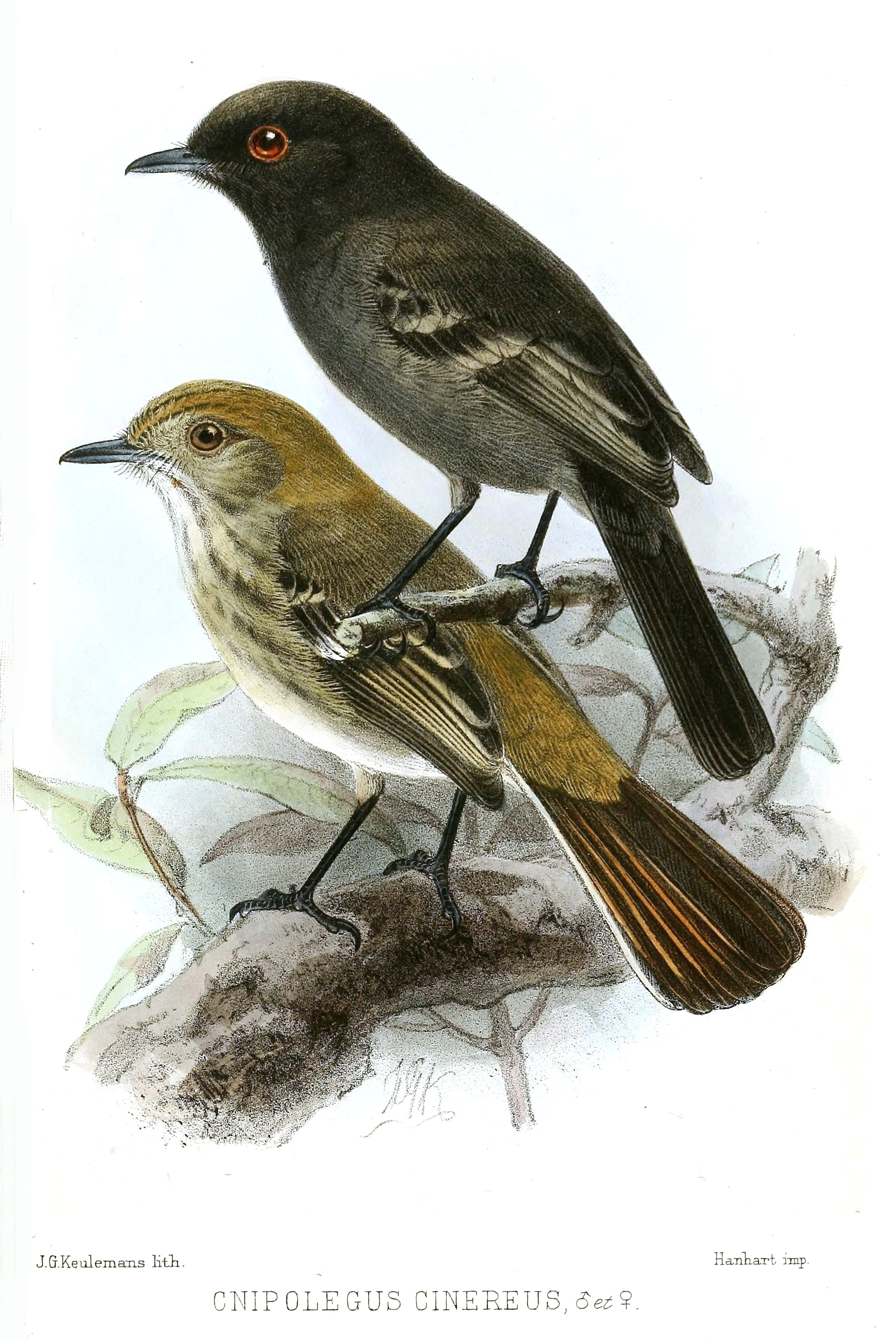

## Verspreiding en leefgebied
Deze soort komt voor van oostelijk Bolivia tot noordelijk Argentinië, westelijk Paraguay en het uiterste zuidwesten van Brazilië.

## Status
De grootte van de populatie is niet gekwantificeerd maar de soort wordt omschreven als vrij algemeen. Op de Rode lijst van de IUCN heeft deze soort de status niet bedreigd.